# Lunar Prelude
Lunar Prelude è un EP della symphonic metal band olandese Delain, pubblicato il 19 febbraio 2016.
Si tratta della prima pubblicazione con il batterista Ruben Israël e la chitarrista Merel Bechtold.
Il disco contiene otto tracce: due inediti (Suckerpunch e Turn the Lights Out), una nuova registrazione di un brano già pubblicato (Don't Let Go, apparso nell'edizione digipack di The Human Contradiction), un remix e quattro brani dal vivo, registrati a Vosselaar il 30 ottobre 2015.
I due inediti furono poi inseriti nell'album Moonbathers, pubblicato il 26 agosto.

## Tracce
Testi di Charlotte Wessels, musiche di Guus Eikens, Wessels e Martijn Westerholt, tranne dove indicato.
1. Suckerpunch – 4:10 (musica: Wessels, Eikens, Hendrik Jan de Jong, Westerholt)
2. Turn the Lights Out – 4:15 (musica: Wessels, Eikens, de Jong, Westerholt, Timo Somers)
3. Don't Let Go (New Version) – 3:57
4. Lullaby (live) – 5:15
5. Stardust (live) – 4:13
6. Here Come the Vultures (live) – 5:40
7. Army of Dolls (live) – 5:27
8. Suckerpunch (Orchestra Version) – 3:57 (musica: Wessels, Eikens, de Jong, Westerholt)

## Formazione
- Charlotte Wessels – voce
- Martijn Westerholt – pianoforte, tastiere
- Timo Somers – chitarra solista, cori (traccia 1)
- Merel Bechtold – chitarra ritmica
- Otto van der Oije – basso
- Ruben Israël – batteria, programmazione

### Altri musicisti
- Guus Eikens & Oliver Philipps – chitarre addizionali (tracce 1-2)